# 이디야와 얼음왕국의 전설
《이디야와 얼음왕국의 전설》(La Légende de Sarila)은 2013년 공개된 캐나다의 애니메이션 영화이다.
이 영화는 페이스 4 필름스에 의해 미국 배급을 위해 선정되었으며, 제목은 "Frozen Land"(핀란드 영화 Frozen Land와 구별)이며 디즈니의 겨울왕국을 모방하기 위해 로고를 개조하였다는 사유로 디즈니와의 소송으로 이어졌다.

## 줄거리
1910년 북부 캐나다를 배경으로, 부족의 식량난을 해결하기 위해 전설 속 땅 '사릴라'를 찾아 떠나는 세 젊은 이누이트의 여정을 그린 애니메이션 영화다. 주인공 마르쿠시는 동물과 소통하고 특별한 힘을 가진 인물이지만, 부족의 주술사 크룰릭처럼 될까 두려워 자신의 능력을 숨긴다. 크룰릭은 과거 사냥 사고로 아들과 마르쿠시의 아버지를 잃은 후, 그의 아내였던 사야와 마르쿠시를 원망하며 냉정하고 이기적인 인물로 변해버린다.
영화 초반, 크룰릭은 몰래 여신 세드나를 배신하고 어둠의 영혼을 불러들이려 하고, 이에 대한 벌로 세드나는 부족 땅에서 모든 동물을 사라지게 한다. 절박해진 부족은 동물들이 풍부하다는 전설의 땅 사릴라를 찾아 나선다. 크룰릭은 마르쿠시를 위험에 빠뜨리려는 속셈으로, 마르쿠시와 그의 친구 푸툴릭, 그리고 어릴 적부터 푸툴릭과 약혼한 아픽 세 사람을 탐험대로 보낸다. 마르쿠시가 떠난 사이, 사야는 마르쿠시의 어린 여동생을 돌보기로 한다.
탐험 도중, 마르쿠시 일행은 크룰릭이 마법으로 만들어낸 여러 위험과 마주한다. 특히 크룰릭은 푸툴릭에게 마법을 걸어 마르쿠시를 공격하게 만든다. 그러나 마르쿠시는 자신의 능력을 발휘하여 여러 위기를 극복하고, 그 과정에서 자신의 진정한 주술사적 면모를 깨닫는다. 한편 크룰릭은 과거 아내 사야에게 누명을 씌워 부족에서 내쫓는다.
마침내 일행은 사릴라에 도착하여 부족에 필요한 식량을 충분히 확보한다. 또한, 아픽은 마르쿠시에 대한 자신의 사랑을 깨닫고, 마르쿠시 또한 아픽에게 호감을 표현한다. 세드나는 마르쿠시에게 모든 시험을 통과했지만, 부족으로 돌아가기 전 "작은 일"을 해야 한다고 말한다. 그 일이 무엇인지는 스스로 알아내야 한다고 덧붙인다. 이후 푸툴릭은 다시 한번 크룰릭에게 조종당해 마르쿠시를 죽이려 하지만, 아픽의 애완 레밍 키미 덕분에 자유로워진다.
마을로 돌아온 아픽은 마르쿠시와 결혼하겠다고 선언하고, 푸툴릭은 미래의 족장이 되기 전 세상을 더 배우고 싶다고 말한다. 분노한 크룰릭은 마르쿠시에게 결투를 신청하고, 마르쿠시는 이를 받아들인다. 이는 세드나가 요구한 "작은 일"이자, 진정한 주술사임을 증명하는 과정이었다. 마법 싸움에서 패배한 크룰릭은 죽어가면서 사야에게 누명을 씌웠음을 고백하고 용서를 구한다.
마르쿠시는 부족을 대표하여 세드나에게 용서를 빌고, 세드나는 동물들을 다시 부족 땅으로 돌려보낸다. 마지막 장면에서 크룰릭의 까마귀는 마르쿠시를 돕고 싶어 하지만 거절당하고, 떠나면서 푸툴릭을 조종했던 마법 부적을 가지고 날아간다.

## 출연

### 주연
- 팀 로존
- 레이첼 르페브르

### 조연
- 크리스토퍼 플러머
- 주느비에브 뷔졸드
- 엘리사파이 이삭
- 안젤라 갤럽포
- 타이론 벤스킨
- 로버트 히그든
- 홀리 오브라이언

## 기타
- 각색: 로저 하베이
- 각색: 폴 리사처
- 각색: 피에르 트렘블리
- 제작프로듀서: 크리스틴 코트
- 제작관리: 소피 로이
- 제작관리: 프랑소와 배콘
- 공동제작: 마크 레벨
- 조명: 앙드레 바스티앙
- 조명: 안소니 불레이
- 조명: 나디지 보제티
- 조명: 브루노 블레인
- 조명: 앨런 프레그만
- 조명: 조나단 베나윤
- 조명: 프랑수아 젠드론
- 조명: 제레미 거츠
- 조명: 사이먼 르카베리어
- 조명: 니콜라스 메인빌
- 조명: 알렉상드르 파일론
- 조명: 알레한드로 레스트레포
- 조명: 로랑 세빌
- 조명: 안토니 베나포
- 음향편집: 장 필립 주르댕
- 사운드: 제롬 보이튜
- 미술팀: 줄리 로쉘류
- 배경감독: 니콜라스 필리온
- 배경감독: 마누엘 후어타스 마르체나
- 배경: 니콜라스 클로티어
- 배경: 줄리 요아너트가이
- 배경: 시스 카이
- 특수효과: 사브리나 부치
- 특수효과: 에릭 제바이스 디스프레스
- 특수효과: 다니엘 헤르난데즈
- 특수효과: 제프 마샬
- 특수효과: 료 미카이
- 특수효과: 데이비드 E. 누네즈
- 특수효과: 대니 레베스크
- 특수효과: 케빈 사이브라이트
- 특수효과: 야닉 윌스키
- 시각효과: 오딜 엠마뉴엘 오거
- 시각효과: 오드리 보이빈
- 시각효과: 마크 부르보네
- 시각효과: 장 아르시
- 시각효과: 마리 이브 오티에
- 시각효과: 마리 피에르 아보인
- 시각효과: 카트린 벨랑제 가뇽
- 시각효과: 실베인 버거
- 시각효과: 마티유 베르트랑
- 시각효과: 패트릭 비소넷
- 시각효과: 알렉상드르 카니시오니
- 시각효과: 지미 카론
- 시각효과: 기욤 샴페인
- 시각효과: 하산 차우머
- 시각효과: 에릭 클레망
- 시각효과: 니콜라스 댄드레이드
- 시각효과: 애시쉬 드완
- 시각효과: 자비에 도욘
- 시각효과: 히참 에이드
- 시각효과: 니콜라스 푸르크르와
- 시각효과: 도미닉 고드류
- 시각효과: 캐롤라인 가글리아노
- 시각효과: 존 헤나오
- 시각효과: 앙트완 재닉
- 시각효과: 라리 카람
- 시각효과: 데이비드 라브레크
- 시각효과: 미셸 라차펠
- 시각효과: 루이스 라플래미 필리온
- 시각효과: 자비에 라포인트
- 시각효과: 프란시스 라로체
- 시각효과: 알리시아 레오
- 시각효과: 사라 에밀 메르시에
- 시각효과: 베로니크 메시어 라우존
- 시각효과: 제네비에브 모렐리
- 시각효과: 필립 펠리티어
- 시각효과: 스테판 피카드
- 시각효과: 파블로스키 라모스 니브즈
- 시각효과: 케네스 세일즈
- 시각효과: 나단 스리글리
- 시각효과: 메디 타들러
- 시각효과: 패트릭 타스
- 시각효과: 기욤 테리앙
- 시각효과: 알렉상드르 테지어
- -CG감독: 모스타파 배드런
- -CG감독: 베누아 블루인
- 디지털편집: 니콜라이 일라이즈
- 애니메이션감독: 에릭 레자드
- 수석애니메이터: 필립 제로우니언
- 선임애니메이터: 파스칼 그레니어
- 선임애니메이터: 필립 멜랑송
- 선임애니메이터: 데이비드 야부
- 애니메이션: 마크 안드레 바론
- 애니메이션: 오리올 보렐
- 애니메이션: 마틴 퍼랜드
- 애니메이션: 앙드레 포니
- 애니메이션: 조지 프로니메디스
- 애니메이션: 마이테 가르시아
- 애니메이션: 안소니 임페리올리
- 애니메이션: 프리들 주스트
- 애니메이션: 제레미 램보레즈
- 애니메이션: 가브리엘 랑글로스
- 애니메이션: 파스칼 모스카토
- 애니메이션: 알베르토 로드리게즈 무르
- 애니메이션: 조나단 페핀 간느
- 애니메이션: 스테판 리우
- 애니메이션: 피에르-위그 루디어
- 애니메이션: 칼 뷰체민
- 애니메이션: 빈센트 데질레
- 애니메이션: 데이빗 포레스트
- 캐릭터 모델링: 니콜라스 가피에로
- 캐릭터 모델링: 사르와르 칸
- 캐릭터 모델링: 마티유 파뉴프
- 캐릭터 모델링: 클레어 산체즈
- 레이아웃: 아록 간디
- 레이아웃: 에티엔 주빈빌
- 레이아웃: 소피 벡
- 레이아웃: 파스칼 라플래미
- 레이아웃: 사무엘 로리얼 고렛
- 레이아웃: 아키에 프라파스
- 기술감독: 리노드 보스쿠엣
- 기술조언: 조나단 보이스버트
- 기술조언: 마이클 코트